# Spark (skladba Amy Macdonald)
Spark  je rocková píseň od skotské zpěvačky Amy MacDonald, která vyšla v roce 2010 na jejím druhém studiovém albu A Curious Thing.